# Jikawo (woreda)
Cet article concerne le woreda. Pour la rivière, voir Jikawo (rivière).
Jikawo est un woreda de la zone Nuer dans la région Gambela, en Éthiopie. Il compte 35 556 habitants en 2007.

## Géographie
- Woredas du nord-ouest de la région Gambela

Situé sur la rive gauche du Baro, le woreda Jikawo s'étend approximativement de la frontière sud-soudanaise à la limite nord du parc national de Gambela.
Du côté éthiopien, en 2017, Jikawo est bordé par les woredas Lare à l'est et Makuey au sud et à l'ouest. Plus récemment, il s'étend à l'ouest jusqu'aux woredas Wantawo et Jor.
Son territoire, souvent marécageux, se situe entre 420 et 430 m d'altitude.
L'Atlas of the Ethiopian Rural Economy publié par l'Agence centrale de la statistique (Éthiopie) estime les forêts autour de 10% du territoire et ne documente pas de route.
Comme dans le woreda Akobo, la saison des pluies provoque des inondations qui oblige les éleveurs à déplacer le bétail une partie de l'année.

## Histoire
Alors qu'il s'étendait autrefois du woreda spécial Itang jusqu'à la rivière Alwero[réf. souhaitée], le territoire du woreda Jikawo s'est réduit en plusieurs étapes. La ville de Kowerneng et la partie est de Jikawo s'en détachent avant le recensement 2007 pour former le woreda Lare,. La ville de Nginngang et la partie sud de Jikawo s'en détachent ensuite pour former le woreda Makuey.
La partie nord-ouest du woreda se serait également rattachée à Makuey pendant quelques années mais cette zone se rattache de nouveau à Jikawo d'après une carte récente.

## Démographie
Au recensement de 2007, dans un périmètre qui englobe l'actuel woreda Makuey, le woreda compte 35 556 habitants et 6 % de sa population est urbaine.
La majorité des habitants (84 %) sont protestants, 9 % sont de religions traditionnelles africaines, 4 % sont catholiques et moins de 2 % sont orthodoxes.
La population urbaine se compose des 2 261 habitants de Nginngang
.
Avec une superficie de 1 081 km2[réf. souhaitée], la densité de population du woreda est de 33 personnes par km2 ce qui est supérieur à la moyenne de la zone.
En 2022, la population du woreda est estimée, par projection des taux de 2007, à 39 396 personnes dans un périmètre qui englobe l'actuel woreda Makuey.